# Équipe du Niger des moins de 17 ans de football
Maillots
L'équipe du Niger des moins de 17 ans est une sélection de joueurs de moins de 17 ans au début des deux années de compétition placée sous la responsabilité de la Fédération du Niger de football. 
L'équipe a participé une fois à la Coupe d'Afrique des nations des moins de 17 ans mais n'a pas participé à la Coupe du monde de football des moins de 17 ans.

## Parcours en Coupe d'Afrique des nations des moins de 17 ans
- 1995 : Non inscrit
- 1997 : Non inscrit
- 1999 : Non inscrit
- 2001 : Non inscrit
- 2003 : Forfait
- 2005 : Non inscrit
- 2007 : Non inscrit
- 2009 : 1er tour puis disqualifié
- 2011 : Non inscrit
- 2013 : Non qualifié
- 2015 : 1er tour
- 2017 : 4e
- 2019 : Non qualifié
- 2023 : Non qualifié

## Parcours en Coupe du monde des moins de 17 ans
| - 1985 : Non qualifié - 1987 : Non qualifié - 1989 : Non qualifié - 1991 : Non qualifié - 1993 : Non qualifié - 1995 : Non qualifié - 1997 : Non qualifié - 1999 : Non qualifié - 2001 : Non qualifié - 2003 : Non qualifié |  | - 2005 : Non qualifié - 2007 : Non qualifié - 2009 : Non qualifié - 2011 : Non qualifié - 2013 : Non qualifié - 2015 : Non qualifié - 2017 : Huitième de finale - 2019 : Non qualifié - 2023 : Non qualifié |